# 1996年6月逝世人物列表
1996年逝世人物列表：1月 - 2月 - 3月 - 4月 - 5月 - 6月 - 7月 - 8月 - 9月 - 10月 - 11月 - 12月
1996年6月逝世人物列表，是用於匯總1996年6月期間逝世人物的列表。

## 依日期排序

### 1日
- 維托里諾·可倫坡，71歲，義大利政治家。
- 加埃塔諾·費切拉，74歲，義大利數學家。[1]
- 邁克爾·福克斯，75歲，美國演員[2]
- 唐·格羅尼克，48歲，美國音樂家[3]
- 阿提庫爾·拉赫曼，77歲，巴基斯坦將軍和軍事歷史學家。
- 尼拉姆·桑吉瓦·雷迪，83歲，印度第六任總統[4]

### 2日
- 約翰·奧爾頓，94歲，美國電影攝影師
- 依瑪勞·貝盧，57歲，菲律賓導演[5]
- 雷內邦德，45歲，美國色情女演員，死於肝硬化。
- 雷·庫姆斯，40歲，美國單口喜劇演員，演員和遊戲節目主持人[6]
- 斯圖爾特·埃文斯，87歲，加拿大冰球運動員
- 阿爾貝托·法爾內塞，69歲，義大利演員。[7]
- 萊昂·加菲爾德，74歲，英國兒童作家[8]
- 皮拉爾·洛倫加，68歲，西班牙歌劇女高音[9]
- 皮拉爾·洛倫加，68歲，西班牙歌劇女高音[10]
- 阿莫斯·特沃斯基，59歲，以色列心理學家[11]
- 威廉·范·佩爾特，91歲，美國政治家。

### 3日
- 亞瑟·喬·安德森，88歲，美國人類學家，專門研究阿茲特克文化。[12]
- 韋尼羅·科拉桑蒂，85歲，義大利服裝設計師、佈景設計師和藝術總監。
- 班·庫奇，70歲，紐西蘭政治家和橄欖球聯盟球員。
- 威廉·考克斯，91歲，美國長跑運動員。[13]
- 彼得·葛籣維爾，82歲，英國演員導演和製片人[14]
- 斐迪南德·萊特納，84歲，德國作曲家和指揮家。[15]
- 鐵托·奧凱洛，82歲，烏干達總統。[16]
- 堺井秀雄，86歲，日本足球運動員，肺炎。
- 吉錢德拉·湯布拉，83歲，印度諷刺作家、詩人、劇作家和藝術學者。[17]
- 艾莫·圖基艾寧，78歲，芬蘭雕塑家。

### 4日
- 瑪麗亞·路易莎·阿尼多，89歲，西班牙音樂家。[18]
- 克里夫·霍爾頓，67歲，英格蘭足球運動員。[19]
- 內爾·羅斯-洛德，82歲，荷蘭鐵餅擲手。[20]
- 阿羅哈·萬德韋爾，89歲，加拿大裔美國探險家、作家、電影製片人和飛行員。

### 5日
- 埃裡希·巴格，84歲，德國物理學家。[21]
- 傑克·比頓，82歲，澳大利亞橄欖球運動員。
- 派翠克·科迪爾，49歲，法國登山家，死於交通事故。
- 哈托諾·雷克索·達爾索諾，70歲，印尼將軍。
- 揚·凱魯亞克，44歲，美國作家，傑克·凱魯亞克和瓊·哈弗蒂·凱魯亞克的獨生子。[22]
- 維托·斯科蒂，78歲，美國演員[23]
- 安妮·瑪麗·奧爾貝克，85歲，挪威鋼琴家和作曲家。

### 6日
- 戴维·布罗迪
- 哈里·安德松，83歲，瑞典足球運動員。[24]
- 布魯斯·安德魯，88歲，澳大利亞足球運動員。
- 霍爾·希巴德，92歲，美國航空航天工程師。
- 考特尼·詹森，56歲，美國班卓琴演奏家，死於肺癌。
- 弗拉基米爾·卡爾菲克，94歲，捷克建築師。
- 北村久壽雄，78歲，日本游泳運動員。[25]
- 拉傑蒙德·庫帕雷奧，81歲，克羅埃西亞詩人。
- 瑪麗·李，71歲，美國女演員。
- 喬治·大衛斯·斯內爾，92歲，美國遺傳學家。[26]
- 何塞·瑪麗亞·巴爾韋德，70歲，西班牙哲學家。[27]

### 7日
- 巴迪·布萊爾，85歲，美國職業棒球大聯盟球員。[28]
- 珀西·愛德華茲，88歲，英國藝人和鳥類學家。
- 瑪喬麗·格羅斯，40歲，加拿大電視製片人，死於卵巢癌。
- 大衛·艾倫·哈伯德，68歲，美國神學家和教授。[29]
- 兒島文，79歲，日本田徑運動員。[30]

### 8日
- 小威廉·J·巴魯迪，58歲，美國政府官員[31]
- 斯庫普·普特南，83歲，美國籃球運動員。
- 菲利斯·斯特德曼，79歲，英國政治家和生活同行。[32]
- 亨里克·特伦比茨基，55歲，波蘭舉重運動員。[33]

### 9日
- 拉斐拉·阿帕裡西奧，90歲，西班牙女演員[34]
- 丹尼尔·梅齐亚，83歲，美國細胞生物學家。[35]
- 薩爾梅·里克，88歲，愛沙尼亞女演員。
- 沃爾特·斯托克斯，98歲，美國運動射手。[36]
- 涅刁龙，87歲，柬埔寨政治家。

### 10日
- 亞歷山大·阿布什赫梅托夫，41歲，俄羅斯擊劍運動員。[37]
- 休·米切爾，89歲，美國政治家。[38]
- 堺正俊，67歲，日本喜劇演員、演員和音樂家。
- 宇野千代，98歲，日本作家[39]
- 喬·范·弗利特，80歲，美國女演員，奧斯卡獎得主（1956年）。[40]
- 瑪麗-路易絲·馮·莫特西茨基，89歲，奧地利藝術家。[41]

### 11日
- 尤利西斯·多夫，49歲，美國舞蹈家[42]
- 洛恩埃爾德三世，68歲，美國演員和劇作家。[43]
- 喬治·希斯，85歲，加拿大政治家。
- 布麗吉特·赫爾姆，90歲，德國女演員。[44]
- 威爾遜·懷亞特，90歲，美國政治家和律師。[45]

### 12日
- 瑪麗·菲爾德，87歲，美國電影女演員[46]
- 約翰·霍珀，73歲，美國政治家。[47]
- 安妮·賈格，77歲，迦納法學家和女權活動家。
- 馬尼巴伊·J·帕特爾，75歲，印度政治家。
- 莉蓮·雅博，91歲，美國女演員。

### 13日
- 愛德華·杜格摩爾，81歲，美國藝術家[48]
- 弗里德里希·蓋格，88歲，德國著名梅賽德斯-平治300 SL汽車設計師。
- 普蘭·納特，77歲，印度歌手[49]
- 基思·帕爾默，38歲，美國音樂家，死於癌症。
- 梅賽迪塔斯·巴爾德斯，73歲，古巴歌手。

### 14日
- 傑蘇阿爾多·布法利諾，75歲，義大利作家[50]
- 諾埃米·格斯坦，87歲，阿根廷藝術家和雕塑家。[51]
- 亞歷山大·克尼亞任斯基，60歲，蘇聯/俄羅斯電影攝影師
- 傑克·拉格蘭，82歲，美國籃球運動員。[52]

### 15日
- 菲茨羅伊·麥克萊恩爵士，85歲，蘇格蘭士兵、作家和政治家。[53]
- 艾伦比·奇尔顿，77歲，英格蘭足球運動員和經理。[54]
- 伯納德·A·克萊里，84歲，美國海軍上將。[55]
- 艾拉·費茲潔拉，79歲，美國爵士樂歌手，有時被稱為“歌曲第一夫人”，“爵士樂女王”和“艾拉夫人”。[56]
- 吉恩·金佩爾，77歲，法國歷史學家和中世紀學者。
- 羅伯特·拉穆特，85歲，比利時足球運動員。
- 迪克·默多克，49歲，美國職業摔跤手，心肌梗塞而死。
- 羅森諾·索爾喬哈迪科埃索莫，87歲，印尼政治家、學者和工程師。
- 雷蒙德·薩勒斯，75歲，法國賽艇運動員。[57]

### 16日
- 梅爾·艾倫，83歲，美國體育播音員。[58]
- 哈羅德·愛默生·福斯特，90歲，美國籃球運動員兼教練。
- 萊寧根的瑪格麗特公主，64歲，德國公主
- 大衛·莫朗·費雷拉，69歲，葡萄牙作家和詩人。[59]
- 理查·西爾萬，60歲，澳大利亞哲學家。
- 阿德里亞諾·維尼奧利，88歲，義大利公路自行車賽車手。[60]

### 17日
- 喬治·阿多米安，74歲，亞美尼亞裔美國數學家。[61]
- 馬杜卡·達塔特拉亞·德奧拉斯，80歲，印度政治家
- 吉澤拉·法卡斯，70歲，匈牙利乒乓球運動員。
- 詹姆斯·漢密爾頓，53歲，英國DJ和記者。
- 道格·哈裡斯，77歲，紐西蘭跑步者。[62]
- 湯瑪斯·庫恩，73歲，美國歷史學家、物理學家和哲學家[63]
- 埃德蒙·魯德尼茨卡，91歲，法國調香師。[64]
- 柯特·斯旺，76歲，美國漫畫家[65]

### 18日
- 弗洛倫斯·安德魯斯，83歲，紐西蘭擊劍運動員。
- 布蘭科·博什尼亞克，73歲，克羅埃西亞哲學家。
- 吉諾·布拉米耶里，67歲，義大利演員，死於胰腺癌。
- 皮埃爾·尚尼，73歲，法國自行車記者。[66]
- 艾麗卡·丹霍夫，86歲，德國女演員。[67]
- 米里亞姆·吉迪恩，89歲，美國作曲家。[68]
- 格倫莫，64歲，法國抗議歌手，綽號埃米爾·勒斯坎夫[69]
- 保羅·海涅曼，80歲，比利時植物學家和真菌學家。
- 恩德爾·普塞普，87歲，蘇聯轟炸機飛行員，蘇聯英雄。
- 亨利·雷格納里，84歲，美國報紙出版商。[70]
- 里夫賽特加列夫，35歲，俄羅斯賽車手。

### 19日
- 鮑勃·丹尼森，82歲，英格蘭足球運動員。[71]
- 弗蘭克·埃利斯庫，83歲，美國雕塑家和藝術教師。[72]
- 維維安·埃利斯，92歲，英國音樂作曲家。[73]
- 埃裡克·費舍爾，71歲，紐西蘭板球運動員。
- 希萊維·羅賓，62歲，瑞典模特，航空事故。
- 傑拉德·大衛·席恩，68歲，美國政治家[74]
- 米歇爾·特爾-波戈西安，71歲，美國物理學家。
- 埃德温·维德，100歲，瑞典中長跑運動員。[75]

### 20日
- 蔡诗东
- 雷納托·阿切爾，73歲，巴西政治家。[76]
- 第二代特威茲繆爾男爵約翰·布坎，84歲，英國小說家[77]
- 赫伯特·格裡格克，91歲，德國音樂學家。
- 約瑟夫·格林，96歲，美國演員和電影導演。[78]
- 瓦爾特·格瓦拉，84歲，玻利維亞總統。[79]
- 歐文·P·克里克，89-90歲，美國氣象學家和發明家[80]
- 路易士·萊夫科維茨，91歲，美國政治家[81]

### 21日
- 約翰·韋斯利·弗萊徹，56歲，美國牧師，死於愛滋病相關併發症。
- 西里爾·福爾摩斯，81歲，英國短跑運動員。[82]
- 雷達爾·卡爾森，85歲，挪威足球運動員。[83]
- 瑪麗·米德，61歲，美國政治家，從馬上摔下來而死。

### 22日
- 喬治·巴拉蒂，83歲，美國作曲家和指揮家。[84]
- 特雷爾·貝爾，74歲，美國二戰老兵、政治家[85]
- 諾維爾·威廉·愛默生，58歲，美國政治家[86]
- 伊巴密濃達·薩馬齊迪斯，30歲，奧運會水球運動員[87]

### 23日
- 盧多維科·阿維奧，63歲，阿根廷足球運動員。[88]
- 帕斯誇里諾·德·桑蒂斯，69歲，義大利電影攝影師，心臟病發作而死。
- 瑪麗安·吉爾曼，81歲，美國游泳運動員[89]
- 雷·林德沃爾，74歲，澳大利亞板球運動員。[90]
- 亞薩帕利薩·納納亞卡拉，56歲，斯里蘭卡作家。
- 安德烈亚斯·帕潘德里欧，77歲，希臘政治家[91]
- 黑茲爾·雷迪克·史密斯，70歲，南非網球運動員。
- 馬里亞諾·羅哈斯，23歲，西班牙自行車賽車手[92]
- 薩拉赫·阿布·塞夫，81歲，埃及電影導演。
- 諾伯特·維利烏斯，58歲，立陶宛民俗學家，專門研究立陶宛神話。

### 24日
- 哈里·道達，73歲，美國橄欖球運動員。[93]
- 何愛瑜，89歲，李小龍的母親。[94]
- 愛德華·哈爾西·詹尼森，88歲，美國政治家和報紙出版商。
- 奧斯曼·卡拉貝戈維奇，84歲，南斯拉夫政治家。
- 赵雷，68歲，香港演員，死於肺炎。
- 彼得·圖倫，88歲，德國數學家。[95]

### 25日
- 雷·霍華德-鐘斯，93歲，英國畫家。
- 維陶塔斯·卡沃利斯，65歲，立陶宛社會學家。[96]
- 齊格弗里德·羅斯納，82歲，德國擊劍運動員和奧運選手。[97]
- 漢斯·斯塔姆，77歲，荷蘭水球運動員。[98]

### 26日
- 卡萊布·J·安德森，85歲，瑞典政治家。
- 薇若妮卡·格琳，37歲，愛爾蘭犯罪記者[99]
- 佩德羅·蒙塔涅斯，82歲，波多黎各拳擊手。
- J·李·蘭金，88歲，美國律師和美國副檢察長。[100]
- 愛德華·扎哈裡耶夫，57歲，保加利亞電影導演和編劇。

### 27日
- 彼得·阿代爾，52歲，美國電影製片人和藝術家[101]
- 莫莉·比蒂，49歲，美國環保主義者，美國魚類及野生動物管理局局長[102]
- 維克多·柏格，80歲，挪威醫生、小說家、劇作家和編劇。
- 艾伯特·布洛克里，87歲，美國電影製片人[103]
- 默澤·泰特，91歲，美國學者。[104]

### 28日
- 胡利奧·博爾博坎，76歲，阿根廷棋手。
- 伊万·賈茲賓塞克，81歲，南斯拉夫足球運動員。
- 阿裡·賽義德，69歲，印尼軍官、首席大法官和政治家。
- 奧拉·索勒姆，52歲，挪威電影導演[105]
- 關德興，91歲，香港演員，胰腺癌。
- 山形勳，80歲，日本演員[106]

### 29日
- 理查·克雷布斯，89歲，德國短跑運動員。[107]
- 帕梅拉·梅森，80歲，英國女演員、編劇。[108]
- 亞歷山大·喬治·奧格斯頓，85歲，澳大利亞生物化學家。[109]
- 德米特裡·波克羅夫斯基，52歲，俄羅斯音樂家和民間音樂研究員。[110]

### 30日
- 阿特·蔡尔德
- 安東尼奧·佛朗哥·弗洛倫薩，84歲，西班牙足球運動員。
- 傑夫·梅斯，91歲，比利時音樂家。
- 傑里·梅，52歲，美國棒球運動員[111]
- 大衛·麥坎貝爾，86歲，美國海軍軍官和榮譽勳章獲得者。[112]
- 拉基斯·彼得羅普洛斯，63歲，希臘足球運動員。[113]